# Suisse au Concours Eurovision de la chanson 1960
La Suisse a participé au Concours Eurovision de la chanson 1960, alors appelé le « Grand prix Eurovision de la chanson européenne 1960 », à Londres, au Royaume-Uni. C'est la 5e participation suisse au Concours Eurovision de la chanson.
Le pays est représenté par la chanteuse Anita Traversi et la chanson Cielo e terra, sélectionnées par TV DRS au moyen d'une finale nationale.

## Sélection

### Concours Eurovision 1960
Le radiodiffuseur suisse pour les émissions germanophones, TV DRS (l'actuel SRF 1), organise la sélection suisse Concours Eurovision 1960, également appelée Schweizer Vorentscheid 1960, pour sélectionner l'artiste et la chanson représentant la Suisse au Concours Eurovision de la chanson 1960.
La finale nationale a eu lieu le 29 février 1960 aux studios de la SF DRS à Bâle.
Les chansons sont interprétées en allemand, français ainsi qu'en italien, langues officielles de la Suisse.
Lors de cette sélection, c'est Anita Traversi et sa chanson Cielo e terra qui furent choisies. Le classement des autres chansons est inconnu.

#### Finale
| Ordre | Interprète       | Chanson              | Traduction    | Langue   | Place |
| ----- | ---------------- | -------------------- | ------------- | -------- | ----- |
| 1     | Fud Leclerc      | Attrap' ça           | -             | Français | -     |
| 2     | Anita Traversi   | Malcantonesina       | -             | Italien  | -     |
| 3     | Jo Roland        | Madrigal             | -             | Français | -     |
| 4     | Fud Leclerc      | La Java sans tralala | -             | Français | -     |
| 5     | Bianco Cavallini | Frühling             | Printemps     | Allemand | -     |
| 6     | Gianni Ferraresi | È stata qui          | Elle était là | Italien  | -     |
| 7     | Anita Traversi   | Cielo e terra        | Ciel et Terre | Italien  | 1     |
| 8     | Fud Leclerc      | Chin-chin            | -             | Français | -     |
| 9     | Jo Roland        | Chérie, Chérie       | -             | Français | -     |

## À l'Eurovision
Chaque pays avait un jury de dix personnes. Chaque membre du jury pouvait donner un point à sa chanson préférée.

### Points attribués par la Suisse
| 4 points | Norvège Royaume-Uni |
| 1 point  | France Monaco       |

### Points attribués à la Suisse
| 10 points | 9 points | 8 points | 7 points   | 6 points                        |
| --------- | -------- | -------- | ---------- | ------------------------------- |
|           |          |          |            |                                 |
| 5 points  | 4 points | 3 points | 2 points   | 1 point                         |
|           |          |          | - Autriche | - Italie - Luxembourg - Norvège |

Anita Traversi interprète Cielo e terra en 9e position, après Monaco et avant les Pays-Bas. Au terme du vote final, la Suisse termine 8e, ex aequo avec l'Italie, sur 13 pays, recevant 5 points.